# ジンギスカンのジンくん
ジンギスカンのジンくんは、イラストレーターはしあさこと合同会社工房アルティスタが展開している、ジンギスカンをモチーフにしたマスコットキャラクター。

## 概要
羊型のキャラクター。頭には溝入りのジンギスカン鍋をかぶっており、もやし、タマネギ、カボチャなどの野菜が乗っている。鍋をかぶっている本体が肉であるということから、鍋に肉は乗っていない。この鍋は取り外し可能で、取り外すことで素早く動くことが可能になる。
さっぽろ羊ヶ丘展望台でジンギスカンを美味しそうに食べている人たちを見たことから、ジンギスカンの普及を始めた。
2013年2月9日のさっぽろ雪まつり会場で立体化した姿として初めて人前に登場し、ジンギスカンのイベントやキャラクターイベントに登場している。
2016年1月には、札幌市公認、サッポロスマイルPR大使に就任し、雪まつり会場等で札幌市の広報活動も行うことになった。

## 誕生
シニカルな絵を描きたいと考えていたはしあさこが、防火・耐熱性の毛を持つ菜食主義者の羊を考案して2010年のイラストレーターのイベントに出展したところ、そのブラックジョークさが受け、ポストカードが一日100枚売れた。
この後に工房アルティスタに持ち込み、商品化に至った。

## プロフィール
- 名前：ジンギスカンのジンくん
- 種類：ラム
- 誕生日：4月29日[4]（「よーにく」→羊肉）[5]
- 出身：北海道のさっぽろ羊ヶ丘展望台[4]
- 性別：メスじゃなくてオス
- 性格：のんきで難しく考えない[6]
- 年齢：1さい（人間だと4さい）[4]
- 好きな食べ物：ふりかけごはん、塩おにぎり、コーヒーである[6]。
- 毛：防火耐熱性[4]
- 語尾：「〜なの。」

## 友達
以下のような「お友達」が設定されている。

### ギスくん
- 種類：ホゲット
- 誕生日：11月29日（「いいにく」→いい肉）[5]
- 出身：北海道
- 性別：オス
- 性格：しっかりものでおこりんぼう

後述するカンくんのように、去勢されるはずだったが、その前にさっぽろ羊ヶ丘展望台を脱走したために肉体的にオスのままである。
2015年4月29日に、立体化したギスくんが登場し、以後のイベントには不定期に参加している。

### カンくん
- 種類：マトン
- 誕生日：2月9日（「にく」→肉）[5]
- 出身：北海道
- 性別：オス
- 性格：超マイペース

リボンとスカートを身につけている。これはマトンが去勢されたオスの羊であることに由来している。2014年4月29日よりカンくんも立体化した姿が登場している。

### またぎのもみじちゃん
- 種類：エゾシカ
- 誕生日：8月4日 [5]
- 出身：北海道の道東地方出身
- 性別：不明
- 性格：狩られる前に狩る[8]

なぜかまたぎに憧れており偽物の猟銃を持って登場することがある。
ジンくん、カンくんと同様に立体化した姿が登場している。
また、ジンくんのお友達の中ではもみじちゃんのみ様々なSNSアカウントで稼働している。

## 歴史

### 2013年
- 2月9日 さっぽろ雪まつり会場でデビュー
- 4月9日 オフィシャルホームページ開設
- 9月13日 株式会社ソラチから「ジンギスカンのジンくんのジンギスカンのタレ」が発売開始[10]。
- 11月23日、11月24日 ゆるキャラグランプリ2013に初参加。結果は1580キャラクター中、ご当地135位、総合145位[11]。

### 2014年
- 1月19日 ふるさと祭り東京2014に初参加。
- 2月5日 さっぽろ雪まつりに雪像が登場。
- 5月6日 App Storeにてアプリ「ジンギスカンのジンくん」が公開開始[12]。
- 5月29日 PARCO出版より『ジンギスカンのジンくん　お手軽ジンギスカンセット』を札幌PARCOにて先行販売。6月3日に全国販売開始。
- 11月1日、11月2日 ゆるキャラグランプリ2014に参加。結果は1699キャラクター中、ご当地40位、総合51位、北海道1位[13]。

### 2015年
- ゆるキャラグランプリ2015、1724キャラクター中、ご当地41位、総合57位、北海道1位。 [14]

### 2016年
- 1月28日 サッポロスマイルPR大使に就任し、任命式[15] [16]が行われた。任命式では札幌市長秋元克広より、任命証が手渡された。

## 書籍
- ジンギスカンのジンくん　お手軽ジンギスカンセット（2014年6月3日、PARCO出版） ISBN 978-4-86506-075-1

## Webアニメ
スマートフォン向けアニメ配信アプリ『タテアニメ』(現在は「アニメビーンズ」という名称に変更されアプリ配信)にて2017年9月6日より配信、2022年11月30日をもって公開終了とアニメビーンズ公式Twitterにて告知。

### キャスト
- ジンくん - 井澤佳の実
- ギスくん - 田中温子
- カンくん - 工藤沙貴
- ナガタニしゃん - 河野真也（オクラホマ）
- タケウチしゃん - 藤尾仁志（オクラホマ）
- ふくちゃん - 工藤沙貴
- テンくん - 小橋亜樹
- はしあさこ - 小橋亜樹

### スタッフ
- 原作・監修 - はしあさこ
- 監督 - 外山草
- キャラクターデザイン - 竹村菜月
- プロデューサー - 熊谷仁志
- アニメーションプロデューサー - 田浦大樹
- 制作 - ハートビット
- アニメーション制作 - EKACHI EPILKA
- 企画・製作 - 工房アルティスタ

### 各話リスト
| 話数   | サブタイトル             | 配信日        |
| ------ | ------------------------ | ------------- |
| 第1話  | 羊がやってきたの         | 2017年 9月6日 |
| 第2話  | ともだちなの             | 9月13日       |
| 第3話  | 増えたの                 | 9月20日       |
| 第4話  | タレは飲み物なの         | 9月27日       |
| 第5話  | 涙のラーメンなの         | 10月4日       |
| 第6話  | 羊の親は羊じゃないの     | 10月11日      |
| 第7話  | 着ぐるみサイズは大変なの | 10月18日      |
| 第8話  | オチを持っていかれるの   | 10月25日      |
| 第9話  | 雪まつりなの             | 11月1日       |
| 第10話 | みんなでがんばるの       | 11月8日       |